# Улмень (комуна, Келераш)
Улмень, Улмені (рум. Ulmeni) — комуна у повіті Келераш в Румунії. До складу комуни входить єдине село Улмень.
Комуна розташована на відстані 59 км на південний схід від Бухареста, 48 км на захід від Келераші.

## Населення
За даними перепису населення 2002 року у комуні проживали 5378 осіб. Усі жителі комуни рідною мовою назвали румунську.
Національний склад населення комуни:
| Національність | Кількість осіб | Відсоток |
| -------------- | -------------- | -------- |
| румуни         | 4885           | 90,8%    |
| цигани         | 492            | 9,1%     |
| болгари        | 1              | < 0,1%   |

Склад населення комуни за віросповіданням:
| Релігія       | Кількість осіб | Відсоток |
| ------------- | -------------- | -------- |
| православні   | 5348           | 99,4%    |
| римо-католики | 2              | < 0,1%   |
| атеїсти       | 1              | < 0,1%   |

## Зовнішні посилання
- Дані про комуну Улмень на сайті Ghidul Primăriilor